# Coussarea speciosa
Coussarea speciosa là một loài thực vật có hoa trong họ Thiến thảo. Loài này được K.Schum. ex Glaziou mô tả khoa học đầu tiên năm 1909.